# Harry Blackstone
Harry Blackstone (* 27. September 1885 als Harry Boughton; † 16. November 1965) war ein US-amerikanischer Zauberkünstler.

## Leben
Bereits seit seiner Schulzeit interessierte er sich für die Zauberkunst. In den 1930er Jahren stellte er eine große Zauberschau im Stile eines Howard Thurston und Harry Kellar zusammen.
Während des Zweiten Weltkrieges gehörte er zu den Unterhaltungskünstlern, die von der United Service Organizations (USO) zu Truppenbetreuungen eingesetzt wurden. Seine Vorführungen zeichneten sich dadurch aus, dass er so gut wie nie zu den Zauberkunststücken sprach und stets vornehm gekleidet (Frack) war. Nach dem Krieg erlangte er große Popularität. So wirkte er in der Radiosendung "The Magic Detective" mit, die vom 3. Oktober 1948 bis zum 26. März 1950 in mehreren Folgen ausgestrahlt wurde.
Auch als Comic-Figur taucht Blackstone auf: in drei Heften "Blackstone, Master Magician" aus dem Jahre 1946.

## Nachweise
1. ↑  Zaubermagazin, Genii, Mai 1951
2. ↑  Zaubermagazin, Genii, April 1957
3. ↑  Angebote auf Ebay, Link abgerufen am 9. Oktober 2014

| Personendaten    | Personendaten                    |
| ---------------- | -------------------------------- |
| NAME             | Blackstone, Harry                |
| ALTERNATIVNAMEN  | Boughton, Harry (Geburtsname)    |
| KURZBESCHREIBUNG | US-amerikanischer Zauberkünstler |
| GEBURTSDATUM     | 27. September 1885               |
| STERBEDATUM      | 16. November 1965                |